# Bistum Gozo
Das Bistum Gozo (lateinisch Dioecesis Gaudisiensis, maltesisch Djoċesi ta' Għawdex) wurde am 22. September 1864 begründet und hat seinen Sitz in Victoria. Es umfasst die gesamte Insel Gozo und die kleine Insel Comino. Metropolitanbistum ist das Erzbistum Malta.

## Geschichte
Gozo gehörte seit dem Einzug des Christentums zum Bistum Malta. Als im Juni 1798 französische Truppen die Insel besetzten, erhob sich der Widerstand der Gozitaner, und im September 1798 kam es zu einem Volksaufstand. In der Folge entstand der kurzlebige (1798–1800) Staat Gozo unter der Souveränität des Königs von Sizilien, Ferdinand I. Zugleich gab es Bestrebungen, auf Gozo ein eigenes Bistum zu errichten, die am 29. Oktober 1798 in eine Petition der Gozitaner an Ferdinand mündeten. Aufgrund der verworrenen politischen Lage während der napoleonischen Kriege blieb diese Bittschrift jedoch unbeantwortet, obwohl der König zu jener Zeit die Befugnis zur Errichtung von Bistümern auf seinen Territorien besaß.
Eine weitere Petition, diesmal an Papst Gregor XVI. gerichtet, brachte am 30. Dezember 1836 abermals keinen Erfolg. Erst ein Gesuch am 9. Juni 1855 brachte Bewegung in die Angelegenheit. Papst Pius IX. war den Maltesern sehr zugetan und mit dem jungen Priester Pietro Pace (1831–1914), später Bischof von Gozo, hatten die Katholiken der Insel einen Fürsprecher in Rom. Im Kronrat von Malta unterstützte Adrian Dingli die Errichtung eines Bistums. Aufgrund seiner Unterstützung erteilte das Kolonialministerium in London im Dezember 1860 seine uneingeschränkte Zustimmung, die der Papst zur Voraussetzung gemacht hatte.
Mit der päpstlichen Bulle Singulari Amore vom 16. September 1864 trennte Papst Pius IX. das Gebiet von Gozo und Comino als separate Diözese vom Bistum Malta ab.
Bischof war von 1972 bis zu seinem Rücktritt aus Altersgründen am 26. November 2005 Nikol Joseph Cauchi. Zu seinem Nachfolger wurde 2006 Mario Grech berufen, der zuvor Vikar am Diözesangericht und Pfarrer in Kerċem war. Dieser wurde im Oktober 2019 zum Pro-Generalsekretär der Bischofssynode ernannt.
Bischofskirche ist die 1716 geweihte Kathedrale Mariä Himmelfahrt in der Zitadelle von Victoria.

## Bischöfe von Gozo
- Michele Francesco Buttigieg, 1864–1866
- Antonio Grech Delicata, 1868–1876
- Pietro Pace, 1877–1889
- Giovanni Maria Camilleri, 1889–1924
- Michael Gonzi, 1924–1943
- Giuseppe Pace, 1944–1972
- Nikol Joseph Cauchi, 1972–2006 (Diözesanadministrator 1967–1972)
- Mario Grech, 2006–2019, dann Pro-Generalsekretär der Bischofssynode
- Anthony Teuma, seit 2020